# Teutoner
Teutoner (latin:Teutoni eller Teutones) var ett antikt germanskt folk som omnämndes tidigt av Strabon och Velleius Paterculus. Enligt Ptolemaios' karta levde de på Jylland; Pomponius Mela placerar dem i Skandinavien (Codanonia). Tillsammans med cimbrerna invaderade de Gallien under slutet av 100-talet f.Kr. och drog söderut mot Italiska halvön. De besegrades dock år 102 f.Kr. av den romerske generalen Marius vid nuvarande Aix-en-Provence i Slaget vid Aquae Sextiae.
Detta folk har gett upphov till det tidigare engelska namnet teutons för germanska folk i allmänhet.